# Ізмалков Валерій Миколайович
Ізмалков Валерій Миколайович; кол. народний депутат України.
Н. 20.04.1955 (м. Веймар, Німеччина) в сім'ї військовосл.; рос.; одружений; має сина та дочку.
Осв.: Військ.-політ. акад. ім. В. І. Леніна, офіцер-політпрацівник, Новосибірське вище військово-політичне училище (1972–1976).
03.2006 канд. в нар. деп. України від «Опозиційного блоку НЕ ТАК!», № 399 в списку. На час виборів: директор державного комунального підприємства «Зірка», член СДПУ(О).
03.1994 — канд. у нар. деп. України, Шевченківський виб. окр. № 184, Запорізька область, висун. вибор., 1-й тур — 11,63%, 2 місце з 13 прет.; 2-й тур — 42,53%, 2 місце з 2 прет.
Народний депутат України 12(1)-го склик. з 18.03.1990 (2-й тур), Шевченківський виб. окр. № 185, Запоріз. обл. Голова підкомітету з питань соціального захисту військовослужбовців та членів їх сімей Комісії з питань оборони і державної безпеки.
- З 1976 — заст. командира роти з політ. частини, Туркестан. ВОкр., м. Чирчик Узбец. РСР.
- 1979 — заст. командира батальйону з політ. частини, Туркестан. ВОРкр., м. Кушка Туркмен. РСР.
- З 1979 — заст. командира батальйону з політ. частини, обмежений континґент рад. військ в Афганістані.
- З 1982 — заст. командира батальйону з політ. частини, Уральський ВОкр.
- З 1984 — заст. командира батальйону з політ. частини, Ґрупа рад. військ в Німеччині.
- З 1986 — слухач, Військово-політ. акад.
- З 1989 — заст. командира полку з політ. частини, нач. політвідділу бригади, Одес. ВОкр., м. Запоріжжя.

З 1994 — в запасі. 1990 — підполк., 1992 — полк.
Нагороди: Орден Червоної Зірки, афганський орден «Зірка» 3-го ступеня.
Любить майструвати, захоплюється автомобілями, творчістю художника І. Глазунова.

## Джерело
- Довідка [Архівовано 4 березня 2016 у Wayback Machine.]